# Hermann Schurhammer

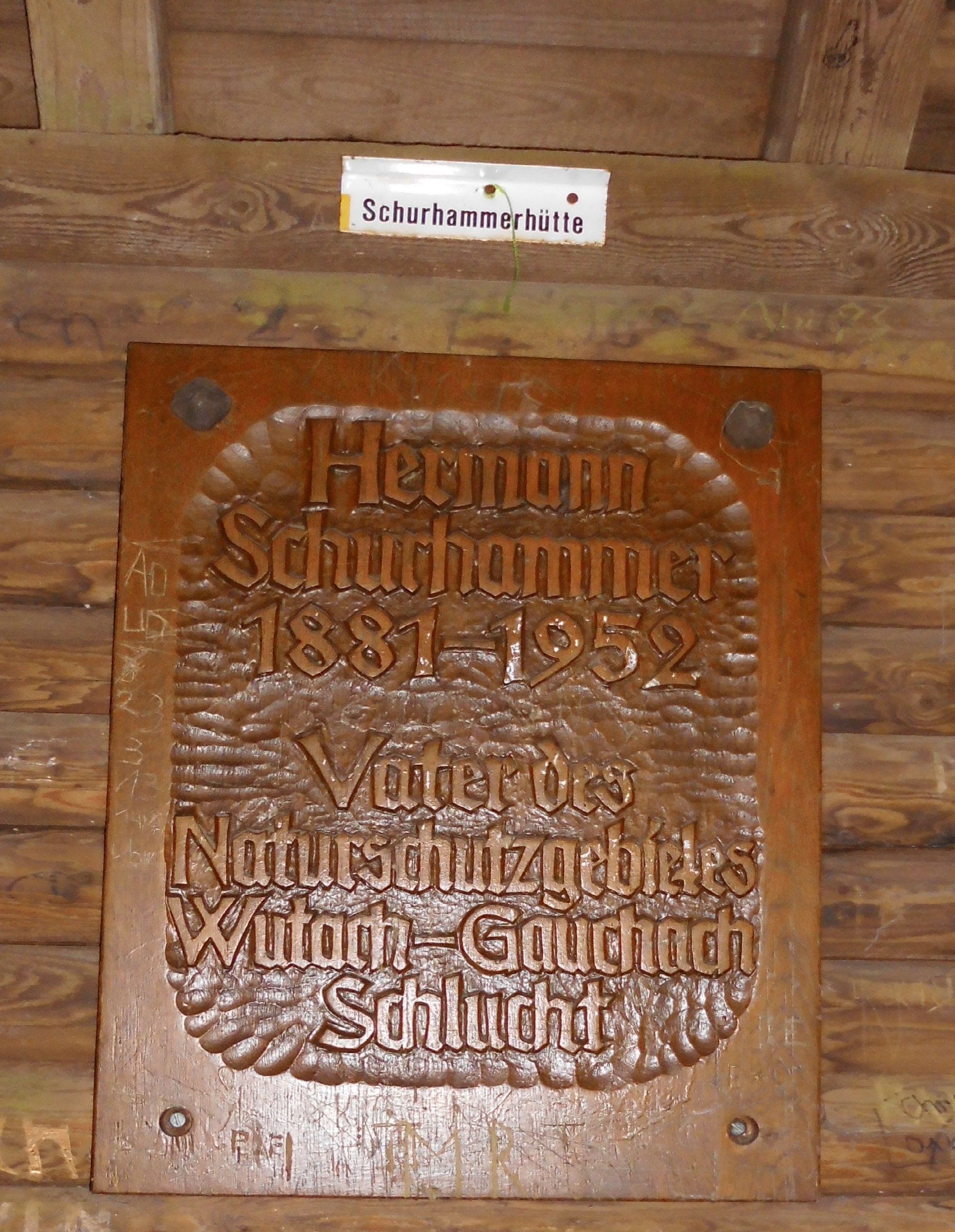

Hermann Schurhammer (* 16. März 1881 in Glottertal; † 15. Dezember 1952 in Freiburg im Breisgau) war ein deutscher Ingenieur, Baurat und Landesbeauftragter für Naturschutz.

## Leben
Wenige Jahre nach seiner Geburt übernahm sein Vater eine Weinhandlung in Durlach. Hier besuchte er die Schule und studierte anschließend an der Technischen Hochschule Karlsruhe. Als Ingenieurspraktikant trat er 1906 in den Großherzoglich badischen Staatsdienst. Nach verschiedenen Tätigkeiten in der Wasser- und Straßenbauverwaltung wurde er zum Regierungsbaumeister ernannt. Als solcher war er in verschiedenen Kulturbauämtern und beim Bau des Murgkraftwerks in Forbach tätig. Danach wurde er Vorstand des Bauamtes Bonndorf im Schwarzwald. Hier heiratete er.
Als botanisch bewanderterm Naturfreund war es sein Bestreben die Straßen der Landschaft anzupassen, welches ihm auch vorzüglich gelang. Die herrliche Wutachschlucht vor Augen und mit Überzeugungskraft gelang ihm die Eintragung der Gauchach- und Wutachschlucht in das Reichsnaturschutzbuch. Mit dem Reichsnaturschutzgesetz vom 26. Juni 1935 war eine Rechtsgrundlage für den Naturschutz geschaffen worden. Er wurde zum Geschäftsführer und Naturschutzbeauftragten des Landes Baden in Karlsruhe berufen. Mit dem Verlauf des Zweiten Weltkrieges ergab sich in Colmar eine neue Tätigkeit. Seine Foto- und Büchersammlung wuchs hier erheblich, doch musste er Colmar aufgrund der Kriegsereignisse wieder verlassen. Die Bibliothek blieb zurück. Wieder zurück in Bonndorf widmete er sich ganz dem Naturschutz; unermüdlich und auch länderübergreifend setzte er sich für den Erhalt der Stromlandschaft bei Rheinau und den Rheinfall ein. Er war Mitglied des Schwarzwaldvereins und des Badischen Landesvereins für Naturkunde und Naturschutz.
Die projektierte Wasserableitung der Wutach konnte er nicht genug anprangern und dank vieler Lichtbildervorträge überzeugend verhindern. Er ist damit der Begründer des Naturschutzgebietes Gauchach- und Wutachschlucht, welches Naturfreunde und Wissenschaftler begeistert und heute wichtiger denn je ist. Bei einem Vortrag im eisigen Winter 1952, den er trotz einem Leiden halten wollte, konnte er nicht mehr, er verstarb im Krankenhaus in Freiburg. Er wurde in Bonndorf bestattet.
Hermann Schurhammer war verheiratet und hatte drei Töchter und zwei Söhne.

## Ehrungen
- Eine Schutzhütte am Schluchtensteig ist nach ihm benannt.